# 吹田徳洲会病院
吹田徳洲会病院（すいたとくしゅうかいびょういん、英語: Suita Tokushukai Hospital）は、2014年（平成26年）7月1日に大阪府吹田市に開院した徳洲会系列の医療法人沖縄徳洲会が運営する民間病院である。

## 概要
徳洲会の68番目の病院。富士銀行（現・みずほ銀行）のグラウンドやテニスコートなどがあった跡地に建設された。
救急告示病院。公益財団法人日本医療機能評価機構認定病院(3rdG:Ver.2.0(1回目,2018年11月2日認定,2023年11月1日認定有効期限))。

## 沿革
- 2014年（平成26年）7月1日 - 開院。
- 2015年（平成27年）7月 - 手術支援ロボットDavinchを導入。
- 2017年（平成29年）1月 - ISO9001：2015認証取得[8]。
- 2017年（平成29年）12月 - JMIP（外国人患者受入れ医療機関認証制度）認証[8]
- 2018年（平成30年）4月 - DPC（診断群分類に基づいて評価される、医療費の定額支払い制度）導入[8]

## 診療科
- 内科[9]
- 循環器内科[9]
- 消化器内科[9]
- 脳神経内科[9]
- 腫瘍内科[9]
- 放射線治療科[9]
- 小児科[9]
- 腎臓内科[9]
- 糖尿病内科[9]
- 消化器外科[9]
- 呼吸器外科[9]
- 心臓血管外科[9]
- 脳神経外科[9]
- 泌尿器科[9]
- 産婦人科[9]
- 整形外科[9]
- 乳腺外科[9]
- 眼科[9]
- 歯科口腔外科[9]
- 皮膚科[9]
- 血管外科[9]
- 耳鼻咽喉科[9]
- 形成外科[9]
- 美容外科[9] - 自由診療（保険外）での診療を行っている。
- 救急科[9]
- 麻酔科[9]
- 歯科[9]
- 病理診断科[9]
- 放射線診断科[9]
- 外科[9]
- 緩和ケア内科[9]
- 呼吸器内科[9]
- リハビリテーション科[9]
- 人工透析内科[9]

## 医療機関の認定
(この節の出典)
| 保険医療機関         | 労災保険指定病院                     |
| 生活保護法指定病院   | 指定自立支援病院（更生医療）         |
| 結核指定病院         | 原子爆弾被害者一般疾病医療取扱病院   |
| DPC対象病院          | 指定自立支援医療機関（精神通院医療） |
| 在宅療養後方支援病院 |                                      |

## 構造
エントランスホールは3層吹き抜け構造で、外光を多く取り入れた造りとなっている。1階には治験支援会社のインクロムの子会社が運営する健康食のカフェレストランがある。

## mobile ICU
当院ではmobile ICU(Dr car)が運用されている。

## 交通アクセス
- JR東海道本線「千里丘駅」より徒歩約15分[13]。
- JR東海道本線「千里丘駅」、阪急千里線・大阪モノレール本線「山田駅」無料シャトルバスを運行している[13]。
- 吹田市営すいすいバスが千里丘地区循環運行しており、病院前に停留所がある[13]。

## 脚註
1. ↑  “病院概要”. 2025年7月27日閲覧。
2. 1 2  “吹田徳洲会病院 徳洲会 ６年ぶり新規開設 大阪府吹田市に７月１日オープン”. 徳洲新聞. (2014年6月23日) 2016年10月30日閲覧。
3. ↑  【豊能医療圏】 【豊能医療圏】 三次救急医療体制 二次救急医療体制 大阪府ホームページ. (2015年12月16日) 2016年10月30日閲覧
4. ↑  「病院建設、協調融資100億円――りそな銀、徳洲会向けに。」.『日経金融新聞』.2006年4月18日付朝刊、3面。
5. ↑  「沖縄徳洲会 吹田病院、月末にも着工へ 梓設計 施工は大林組に内定」.『日刊建設工業新聞』.2012年6月20日付朝刊、8面。
6. ↑  “大阪府救急告示医療機関一覧 [PDFファイル／156KB]”.   大阪府健康医療部保健医療室医療対策課救急・災害医療グループ. 2020年7月3日閲覧。
7. ↑  “病院評価結果の情報提供”.   公益財団法人日本医療機能評価機構. 2020年7月3日閲覧。
8. 1 2 3  “病院沿革”.   吹田徳洲会病院. 2020年7月3日閲覧。
9. 1 2 3 4 5 6 7 8 9 10 11 12 13 14 15 16 17 18 19 20 21 22 23 24 25 26 27 28 29 30 31 32 33 34 35  “大阪府医療機関情報システム”.   大阪府健康医療部保健医療室保健医療企画課企画調整グループ. 2020年7月3日閲覧。
10. ↑  近代建築社 2014, p. 161.
11. ↑  「CRO・SMO特集 少施設多症例の治験実現 品質・効率の向上とコスト削減に効果」.『薬事日報』.2014年6月13日付朝刊、11面。
12. ↑  「FBi ステップアップ＝インクロムプラス 「薬の町」に1号店開業 治験のノウハウ 健康食事業に」.『フジサンケイ ビジネスアイ』.2014年9月22日付朝刊、8面。
13. 1 2 3  “交通アクセス”.   吹田徳洲会病院. 2020年7月3日閲覧。